# Gurutz Aguinagalde
Gurutz Aguinagalde Akizu (Irún, 26 de octubre de 1977) es un exbalonmanista español que jugó de portero en el Naturhouse La Rioja y en el Bidasoa Irún. Es hermano del también balonmanista Julen Aguinagalde. Actualmente preside el Bidasoa Irún.
El 6 de enero de 2017 debutó con la Selección de balonmano de España, disputando la segunda parte del partido España-Polonia del XLII Torneo Internacional 'Domingo Bárcenas', celebrado en Irún, y, tras el cual, fue nombrado mejor jugador del partido.

## Clubes
- Bidasoa Irún (1995-2005)
- Naturhouse de La Rioja  (2005-2018)[4]